# 柳澤安慶
柳澤 安慶（やなぎさわ やすよし、1964年10月20日 - ）は、日本の実業家。株式会社ファンコミュニケーションズ（東証一部 2461）の創業者で取締役（元代表取締役社長）。

## 経歴
1964年長野県佐久市生まれ。長野県野沢北高等学校、成城大学経済学部卒業後、広告代理店に勤務。1994年に個人向けプロバイダー「リムネット」の立ち上げに参画、その後ショッピングモールやレンタルサーバーなどインターネット黎明期のビジネスモデルに取り組む。
1999年10月にはアフィリエイトサービスプロバイダをメイン事業にした株式会社ファンコミュニケーションズを設立。成功報酬型広告の先駆者として、当時国内ではほとんど知られていなかったネットマーケティング手法の普及に努める。ファンコミュニケーションズは楽天、インプレスなどの支援を得ながら順調に業績を伸ばし、2005年、創業6年目にてJASDAQ上場を果たす。2014年3月には東証一部に市場変更。
同社が運営する「A8.net」「Moba8.net」は、アフィリエイト型広告サービスの草分け的存在であり、広告主・媒体サイト数ともに常に業界トップクラスであり、高いシェアをキープしている。

## 著書
- 「インターネットにお店を持つ方法」（1995、翔泳社）
- 「すぐできるインターネット投資術」（1998、光文社）
- 「インターネットバリューチェーンマーケティング」（1998、SCC）
- 「アフィリエイトマーケティング」（2000、東洋経済）
- 「まるごと図解 最新ネット&ケータイ広告がわかる」（2001、技術評論社）
- 「成功報酬型ビジネス」（2004、サンマーク出版）